# The Woman in Me (Needs the Man in You)
Pour l'album, voir The Woman in Me.
Singles de Shania Twain
Any Man of Mine
(1995) (If You're Not in It for Love) I'm Outta Here!
(1995)
Pistes de The Woman in Me
(If You're Not in It for Love) I'm Outta Here! Is There Life After Love?
The Woman in Me (Needs the Man in You) est le troisième single extrait de l'album de Shania Twain, The Woman in Me.